# کاتن ولی (لوئیزیانا)
کاتن ولی (به انگلیسی: Cotton Valley) شهری در ایالت لوئیزیانا کشور ایالات متحده آمریکا است که جمعیت آن در سرشماری سال ۲۰۱۰ میلادی، ۱٬۰۰۹ نفر بوده‌است.